# Trafiktekniska Föreningen
Trafiktekniska Föreningen (Swedish Association of Transportation Planners) är en förening för fackfolk inom trafikteknik och trafikplanering.
Föreningen ser som sin huvuduppgift att utgöra ett kontaktnät för svenska trafiktekniker och trafikplanerare och att utgöra ett forum för utbyte av erfarenhet samt vidareutbildning. Föreningens bildades 1965 och har sedan dess vuxit stadigt. I dag har föreningen cirka 900 medlemmar verksamma inom departement, statliga verk, forskningsinstitutioner, kommuner och enskilda företag.

## Tidskriften Reflexen
Reflexen är en specialisttidskrift som ges ut av Trafiktekniska Föreningen. Tidskriften berör aktuella ämnen inom forskning och utveckling varvat med personliga iakttagelser och reflektioner från människor i branschen.

## Trafikdagarna
En gång om året arrangerar Trafiktekniska Föreningen Trafikdagarna. Trafikdagarna hålls vanligen i april och innehåller föreläsningar, sociala aktiviteter och studiebesök. Teman som dagarna har kretsat kring innefattar:
- Trafik i Moderna Städer (2008)
- Framtidens trafik (2007)
- Transport och politik (2006)
- Design och funktion (2005)
- Gods- och varutransporter i samhället (2004)

## Stipendium
Trafiktekniska Föreningen utgör en länk mellan högskolor och arbetsgivare, så att utbildningar kan matcha arbetsmarknadens behov. Föreningen delar årligen ut ett stipendium för bästa examensarbete eller D-uppsats inom trafik- och transportområdet.